# Essia
Essia ist eine Ortschaft und eine Commune déléguée in der französischen Gemeinde La Chailleuse mit 72 Einwohnern (Stand: 1. Januar 2018) im Département Jura in der Region Bourgogne-Franche-Comté. 
Mit Wirkung vom 1. Januar 2016 wurden die früheren Gemeinden Arthenas, Essia, Saint-Laurent-la-Roche und Varessia zu einer Commune nouvelle mit dem Namen La Chailleuse zusammengelegt. Die Gemeinde Essia befand sich dort im Arrondissement Lons-le-Saunier und im Kanton Moirans-en-Montagne. 

## Geografie
Die Nachbarorte von Essia sind Bornay im Norden, Courbette im Nordosten, Alièze im Osten, Reithouse im Südosten, Varessia im Süden und Arthenas im Westen.

## Bevölkerungsentwicklung

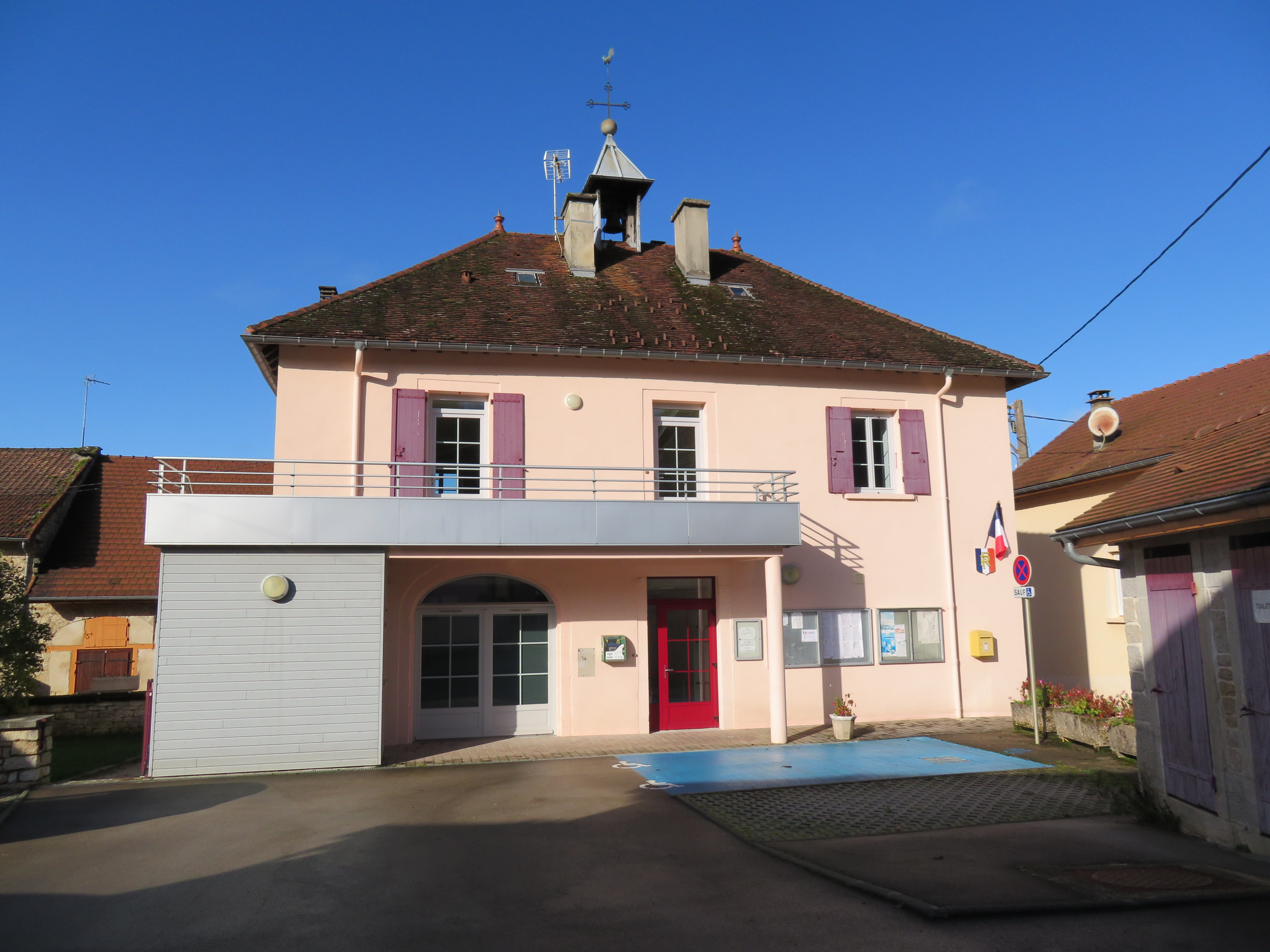
Ehemalige Mairie Essia

| 1962 | 1968 | 1975 | 1982 | 1990 | 1999 | 2008 | 2018 |
| ---- | ---- | ---- | ---- | ---- | ---- | ---- | ---- |
| 94   | 89   | 72   | 64   | 62   | 54   | 63   | 72   |